# Напълно непознати
„Напълно непознати“ (на английски: Perfect Strangers) е американски ситком. По идея на Дейл Макрейвън, сериалът изкарва 8 сезона по ABC – от 25 март 1986 г. до 6 август 1993. Разказва се за сложното съжителство между Лари Апълтън (Марк Лин-Бейкър), американец от средния запад, и Балки Бартокомус, негов братовчед от Югоизточна Европа.
Първоначално се излъчва в четвъртък, а след това се премества в сряда в праймтайм време. През март 1988 г. е преместен в петък и веднага се превръща в сериала, който оглавява програмата TGIF – Thank God It's Friday („Слава богу, петък е!“) на ABC.

## Продукция
Сериалът е създаден в резултат на успеха на „приятелските ситкоми“ от 70-те години, измежду които „Лавърн и Шърли“ и „Морк и Минди“ (създаден от Дейл Макрейвън), както и на патриотичната сантименталност спрямо Америка заради Летните олимпийски игри през 1984 г., провели се в Лос Анджелис.

## Любопитни факти
Родното място на Балки Бартополус е творческа измислица! В действителност името Мипос е заимствано от вулканичният остров Милос (Μήλος) в Гърция на разстояние около 90 морски мили южно от град Атина.

## „Напълно непознати“ в България
В България сериалът се излъчва за първи път по Първа програма на Българската телевизия от 16 септември 1989 г. в рубриката „Вечерна порция смях“
Сериалът започва излъчване по bTV на 3 юли 2000 г.
От 1 септември 2005 до 7 декември 2007 г. се излъчва по новосъздадения канал GTV. От 2012 г. се излъчва по обновения bTV Comedy.